# Подгорное (Полянское сельское поселение)
Подгорное (до 1948 — северная часть деревни Пииспала, фин. Piispala) — упразднённый посёлок на территории Полянского сельского поселения Выборгского района Ленинградской области.

## Название
Финское название Пииспала в переводе означает «Епископово».
Решением расширенного заседания исполкома Кайпиальского сельсовета депутатов трудящихся от 26 июня 1947 года деревню Пииспала переименовали в хутор Хвойный, а деревню Ярвенхови трудящиеся завода № 780 переименовали в деревню Рыбачье. Однако, вскоре по решению исполкома Койвистовского райсовета деревню Рыбачье переименовали в деревню Ершовка. 
Северная часть деревни Пииспала, что находилась за протокой между озёрами Красногвардейское и Подгорное, была причислена к группе деревень Китула, Тирттула, Кеппола и Синккола, получивших общее название Подгорное.

## История

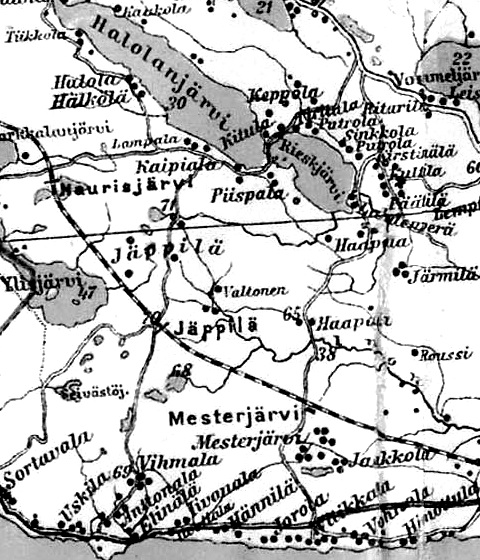
Деревня Пииспала на финской карте 1923 года

До 1939 года деревня Пииспала и смежная с ней деревня Ярвенхови входили в состав волости Уусикиркко Выборгской губернии Финляндской республики. По состоянию на 1939 год в деревне Пииспала числилось 39 крестьянских дворов.
В середине июня 1944 года юго-восточная оконечность большой деревни Пииспала — деревня Ярвенхови была выделена в отдельный населённый пункт, в котором разместилось подсобное хозяйство завода № 780.
Согласно административным данным 1966 и 1973 годов посёлок Подгорное входил в состав Полянского сельсовета.
На топографических картах 1975 и 1981 годов посёлок Подгорное обозначен на северном берегу озера Подгорное и помечен как нежилой.
По данным 1990 года посёлок Подгорное в составе Выборгского района не значился.
Хутор Хвойный в настоящее время является восточной частью посёлка Уткино — улица Озёрная и ДНП «Долина озёр». Деревня Ершовка покинута жителями, на её территории находится ДНП «Подгорное-2».

## География
Посёлок находился в южной части района на автодороге 41К-433 (подъезд к пос. Уткино).
Расстояние до ближайшей железнодорожной платформы Яппиля — 9 км. 
Посёлок находился на берегах озёр Красногвардейское и Подгорное.